# Jules Keppenne
Jean Beauduin Jules Keppenne, né le 25 juillet 1851 à Liège et y décédé le 29 mars 1918 fut un homme politique libéral belge.
Keppenne fut notaire; il fut élu conseiller communale de Liège et sénateur de l'arrondissement de Liège.
Il est le père de l'artiste peintre Victoire Pirenne-Keppenne.

## Sources
- Liberaal Archief